# Ramon Despuig
Ramon Despuigi Martínez de Marcilla ofwel Ramon Despuig (Majorca, 1670 - Malta, 1741) was de 67e grootmeester van Maltezer Orde. Hij werd voor die positie gekozen in 1736 als opvolger van Antonio Manoel de Vilhena. Ramon Despuig diende vijf jaar, tot zijn dood. Hij werd opgevolgd door Manuel Pinto de Fonseca.